# 5号州际公路俄勒冈州段
5号州际公路（英語：Interstate 5, I-5）俄勒冈州段全长308.14英里，从北向南依次穿过该州的波特兰、塞勒姆、尤金和梅德福等城市。1967年全线竣工。